# Alkoven (Oberösterreich)
Alkoven ist eine österreichische Gemeinde im Bezirk Eferding im Hausruckviertel in Oberösterreich mit 6172 Einwohnern (Stand 1. Jänner 2025).

## Geografie
Der Ort Alkoven liegt auf 268 Meter Höhe, nach Süden steigt das Gemeindegebiet auf über 400 Meter an. Die Ausdehnung beträgt von Nord nach Süd 8,8 und von West nach Ost 8,1 Kilometer. Von der Gesamtfläche von 42,57 Quadratkilometer sind 69 Prozent landwirtschaftliche Nutzfläche, 17 Prozent sind bewaldet und 5 Prozent entfallen auf die Donau.

### Gemeindegliederung
Das Gemeindegebiet umfasst folgende 20 Ortschaften (in Klammern Einwohnerzahl Stand 1. Jänner 2025):
- Aham (46)
- Alkoven (1492)
- Annaberg (76)
- Bergham (132)
- Emling (62)
- Forst (67)
- Großhart (39)
- Gstocket (225)
- Hartheim (1098)
- Kleinhart (28)
- Kranzing (5)
- Oberhartheim (61)
- Polsing (117)
- Puchham (50)
- Staudach (48)
- Straß (171)
- Straßham (2028)
- Ufer (148)
- Weidach (83)
- Winkeln (196)

Die Gemeinde besteht aus den Katastralgemeinden Alkoven, Annaberg, Hartheim, Polsing, Puchham und Straß.
Die Gemeinde gehört zum Gerichtsbezirk Eferding.

### Nachbargemeinden
| Pupping  | Goldwörth                                   | Ottensheim        |
| Fraham   | Kompassrose, die auf Nachbargemeinden zeigt | Wilhering         |
| Scharten | Buchkirchen, Holzhausen                     | Kirchberg-Thening |

## Geschichte
Aus spätrömischer Zeit wurden 2001 bei Baggerarbeiten zwei Kilometer östlich von Alkoven zwei Gräber gefunden.
Im Jahr 883 wurde Alkoven in einer Regensburger Urkunde als Illinchova erwähnt. -koven wird auf -inghofen zurückgeführt, wobei -hofen eine Plural-Flexionsform von Hof ist, und -ing- eine Fugensilbe.
Ursprünglich im Ostteil des Herzogtums Bayern liegend, gehörte der Ort seit dem 12. Jahrhundert zum Herzogtum Österreich. Seit 1490 wird er dem Fürstentum Österreich ob der Enns zugerechnet.
Während des Oberösterreichischen Bauernkrieges trafen General Gottfried Heinrich zu Pappenheim, kaiserliche Truppen und Söldner, zusammen 8000 Mann, am 9. November 1626 im Emlinger Holz auf 8500 Bauern. Der Überlieferung nach fanden 3000 Bauern und 3000 Soldaten in dieser Schlacht den Tod.
Während der Napoleonischen Kriege war der Ort mehrfach besetzt. Seit dem 15. Dezember 1907 führt die erste Postbuslinie auf heutigem österreichischen Staatsgebiet durch Alkoven. 1912 wurde die Linzer Lokalbahn (LILO) eröffnet. Seit 1918 gehört der Ort zum Bundesland Oberösterreich. Nach dem Anschluss Österreichs an das Deutsche Reich am 13. März 1938 gehörte der Ort zum Reichsgau Oberdonau. Während des Zweiten Weltkrieges befand sich in der Katastralgemeinde Hartheim im Schloss Hartheim die NS-Tötungsanstalt Hartheim, in der 30.000 Menschen ermordet wurden. Nach 1945 erfolgte die Wiederherstellung Oberösterreichs.
1972 dokumentiert ORF-TV ein florierendes Erdbeerfeld zum Selbstpflücken im Ort.

## Kultur und Sehenswürdigkeiten

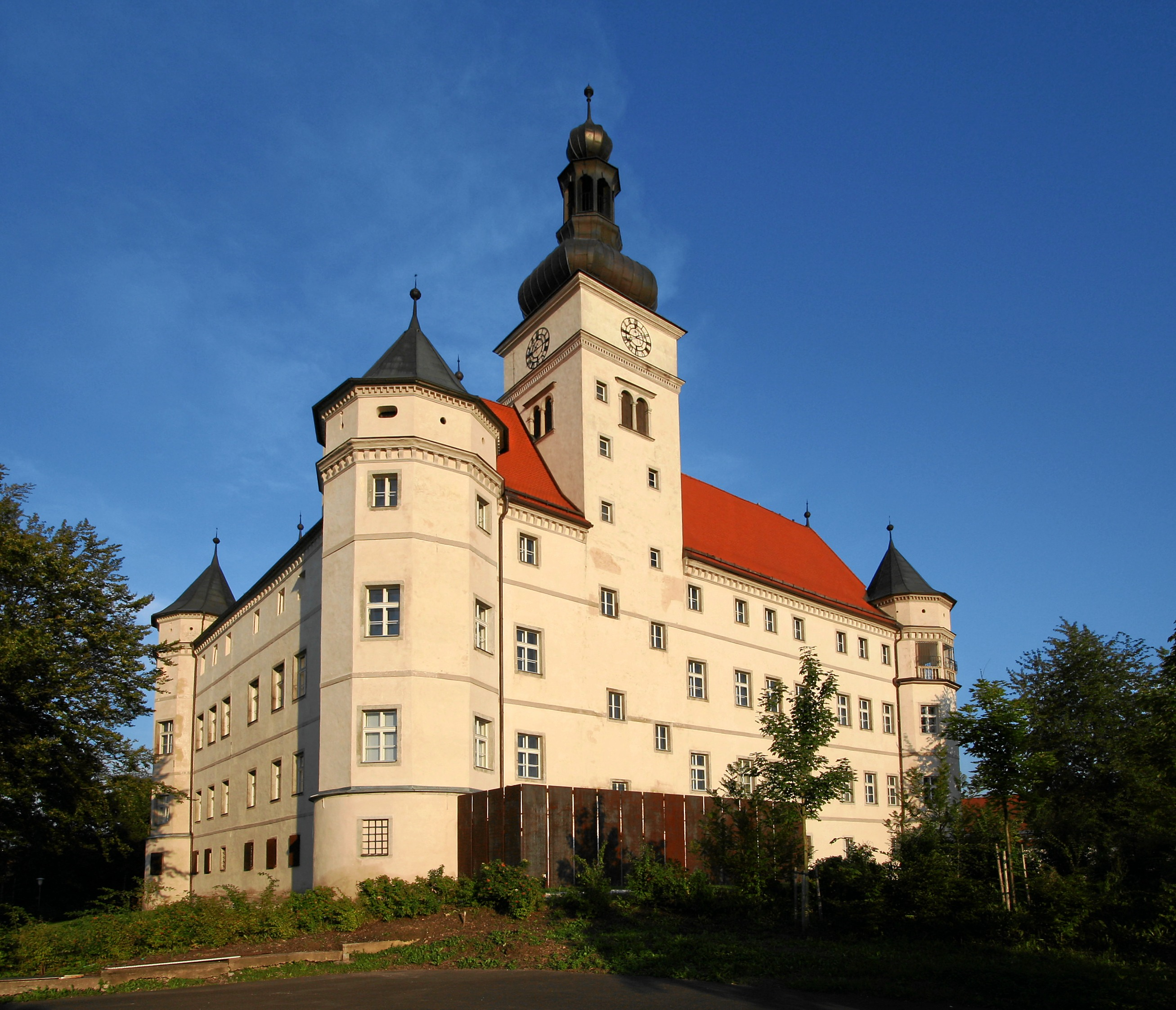
Schloss Hartheim

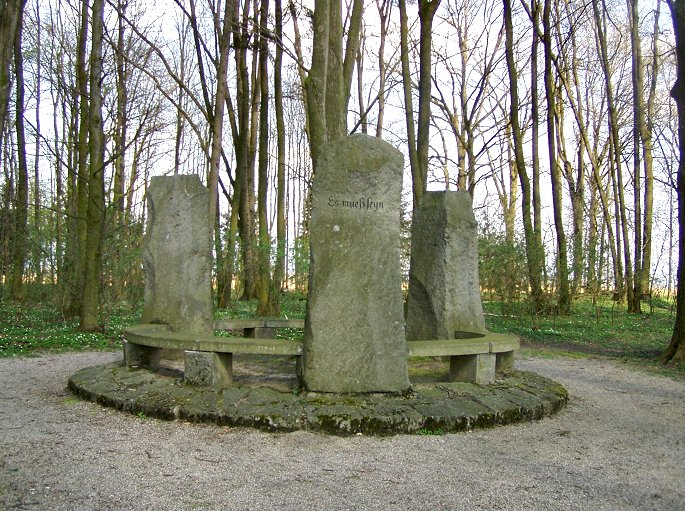
Bauernkriegsdenkmal im Emlinger Holz

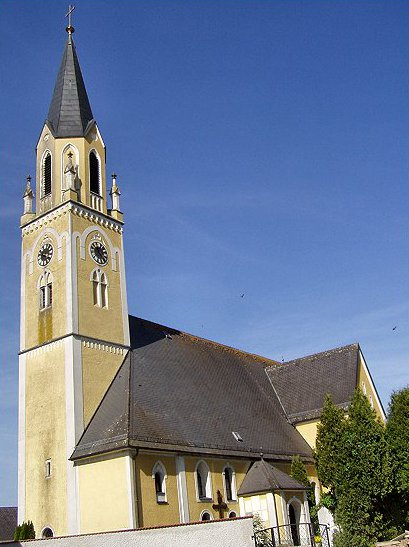
Pfarrkirche Alkoven

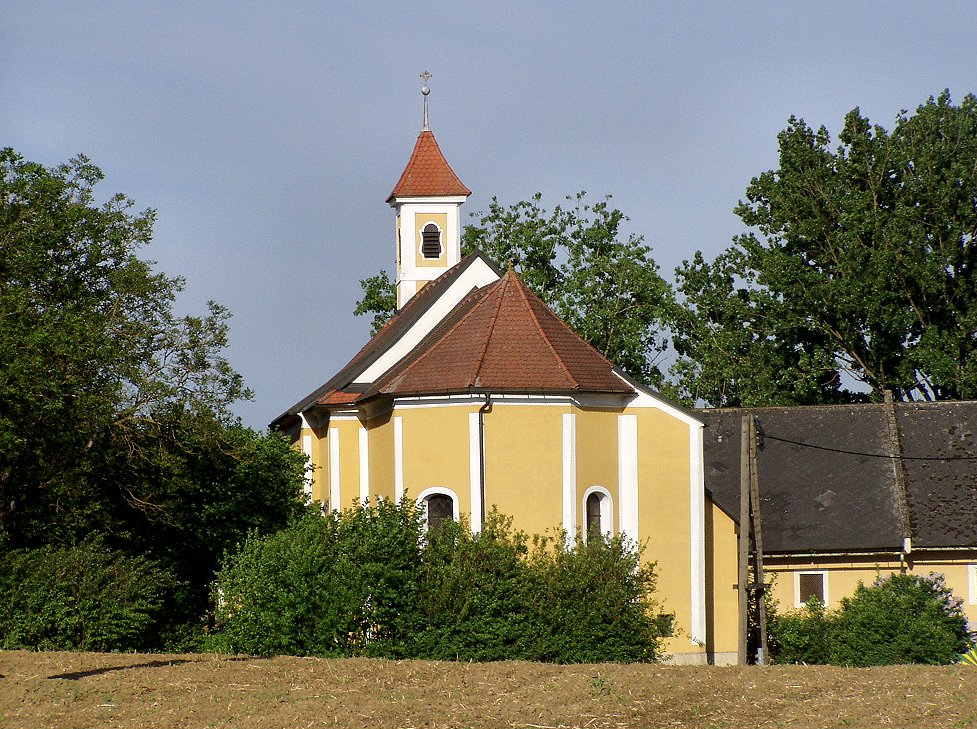
Annabergkirche

- Schloss Hartheim: Schloss Hartheim war während des Zweiten Weltkriegs als NS-Tötungsanstalt Hartheim eine „Euthanasie“-Anstalt der Aktion T4 und Aktion 14f13. Das Schloss selbst ist eines der bedeutendsten Renaissanceschlösser Österreichs und ist seit 2003 ein Lern- und Gedenkort.
- Katholische Pfarrkirche Alkoven: um 1470 erbaute spätgotische Kirche; seit der Restaurierung in den Jahren 1902–1904 ist der Hochaltar der hl. Margaritha, der Pfarrpatronin, geweiht.
- Annabergkirche: einschiffige Filialkirche aus dem 14. Jahrhundert, besitzt einen im Kern gotischen Chor und ein spätbarockes Langhaus
- Heizinger-Stöckl: Ein einstöckiges Giebelhaus mit spätbarocker Stuckfassade – um 1773 als Auszugshaus errichtet. Das „Backstöckl beim Heitzinger Hofe“ liegt in unmittelbarer Nähe von Schloss Hartheim.
- Bauernkriegsdenkmal im Emlinger Holz[7]

## Wirtschaft und Infrastruktur
Die fünf größten Arbeitgeber in Alkoven sind (Stand 2021):
- Gastro Profi GmbH
- Linzner Metallbau GmbH
- Obermoser GmbH
- Cena Bau GmbH
- Schlenhardt GmbH

### Wirtschaftssektoren
Von den 97 landwirtschaftlichen Betrieben des Jahres 2010 wurden 50 im Haupt-, 46 im Nebenerwerb und 1 von einer Personengemeinschaft geführt. Die Haupterwerbsbauern bewirtschafteten 79 Prozent der Flächen. Im Produktionssektor arbeiteten 178 Erwerbstätige im Bereich Herstellung von Waren, 176 in der Bauwirtschaft, 7 in der Wasserver- und Abfallentsorgung und 1 in der Energieversorgung. Die wichtigsten Arbeitgeber des Dienstleistungssektors waren die Bereiche soziale und öffentliche Dienste (684), Handel (152) und freiberufliche Dienstleistungen (98 Mitarbeiter).
| Wirtschaftssektor            | Anzahl Betriebe | Anzahl Betriebe | Erwerbstätige | Erwerbstätige |
| Wirtschaftssektor            | 2011            | 2001            | 2011          | 2001          |
| ---------------------------- | --------------- | --------------- | ------------- | ------------- |
| Land- und Forstwirtschaft 1) | 97              | 130             | 76            | 146           |
| Produktion                   | 47              | 39              | 387           | 355           |
| Dienstleistung               | 243             | 122             | 1046          | 843           |

1) Betriebe mit Fläche in den Jahren 2010 und 1999

### Verkehr
- Straße: Der Hauptort Alkoven liegt an der Eferdinger Straße (B 129) zwischen Linz und Eferding.
- Bahn: Das Ortszentrum und große Teile des Gemeindegebietes von Alkoven sind durch die Linzer Lokalbahn (LILO) („Linz – Eferding – Neumarkt-Kallham/Peuerbach“) sehr gut erreichbar. Bahnhaltestellen im Gemeindegebiet sind: Straß-Emling, Alkoven Schule, Alkoven, Wehrgasse, Straßham-Schönering

Bus
- Bad Mühllacken – Eferding – Kirchberg – Pasching – Leonding Meixnerkreuzung (Linien-Nr. 8177)
- Linz – Eferding – Passau/Haibach/St. Agatha/St. Ägidi (2002/06)
- Linz – Eferding – Peuerbach – Enzenkirchen (2014)

Radwege, die durch das Gemeindegebiet von Alkoven führen:
- Internationaler Donauradweg (R1)
- Eferdinger Landlradweg (R18)
- Trattnachtalradweg (R17)

### Bildung
- Martin Buber Landesschule

## Politik

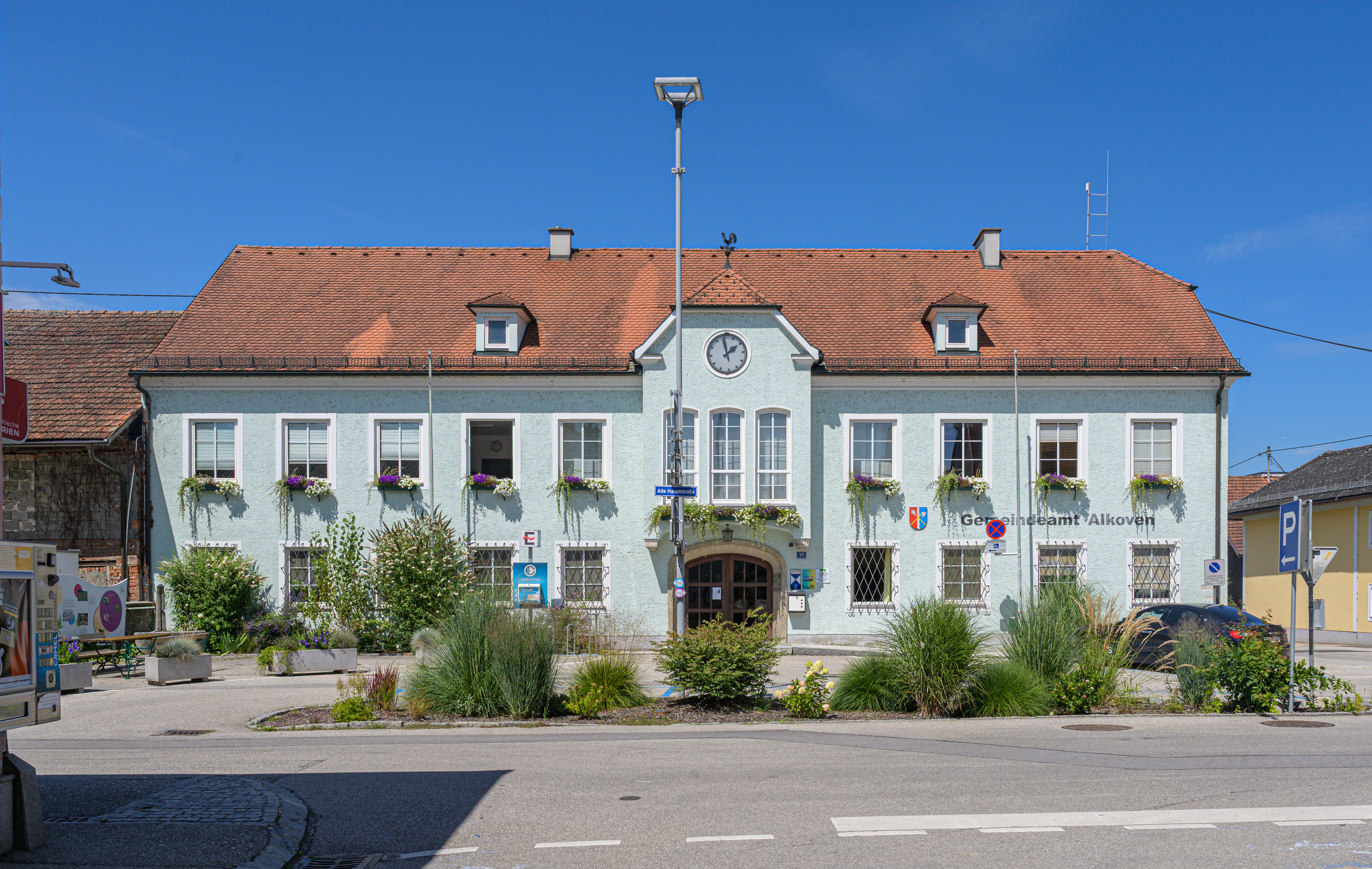
Gemeindeamt Alkoven

### Gemeinderat
Der Gemeinderat hat 31 Mitglieder.
- Mit den Gemeinderats- und Bürgermeisterwahlen in Oberösterreich 1997 hatte der Gemeinderat folgende Verteilung: 16 SPÖ, 8 ÖVP, 5 FPÖ und 2 Sonstige.
- Mit den Gemeinderats- und Bürgermeisterwahlen in Oberösterreich 2003 hatte der Gemeinderat folgende Verteilung: 18 SPÖ, 8 ÖVP, 3 Sonstige und 2 FPÖ.
- Mit den Gemeinderats- und Bürgermeisterwahlen in Oberösterreich 2009 hatte der Gemeinderat folgende Verteilung: 15 SPÖ, 11 ÖVP, 3 FPÖ und 2 Sonstige.
- Mit den Gemeinderats- und Bürgermeisterwahlen in Oberösterreich 2015 hatte der Gemeinderat folgende Verteilung: 12 SPÖ, 9 ÖVP, 6 FPÖ, 3 GRÜNE und 1 LISTE.
- Mit den Gemeinderats- und Bürgermeisterwahlen in Oberösterreich 2021 hat der Gemeinderat folgende Verteilung: 13 SPÖ, 7 ÖVP, 5 GRÜNE, 4 FPÖ und 2 TFA.[13][14]

| Partei    | 2021    | 2021    | 2015  | 2015    | 2009  | 2009    | 2003  | 2003    | 1997  | 1997    |
| Partei    | Prozent | Mandate | %     | Mandate | %     | Mandate | %     | Mandate | %     | Mandate |
| --------- | ------- | ------- | ----- | ------- | ----- | ------- | ----- | ------- | ----- | ------- |
| SPÖ       | 39,63   | 13      | 37,23 | 12      | 45,00 | 15      | 56,01 | 18      | 52,29 | 16      |
| ÖVP       | 23,41   | 7       | 28,21 | 9       | 35,22 | 11      | 27,19 | 8       | 25,52 | 8       |
| GRÜNE     | 15,23   | 5       | 9,36  | 3       |       |         |       |         |       |         |
| FPÖ       | 13,02   | 4       | 21,06 | 6       | 11,45 | 3       | 7,41  | 2       | 15,70 | 5       |
| Liste TFA | 8,71    | 2       |       |         |       |         |       |         |       |         |
| BZÖ       |         |         |       |         | 2,20  | 0       |       |         |       |         |
| andere    |         |         |       |         | 6,13  | 2       | 9,38  | 3       | 6,49  | 2       |

### Bürgermeister
Bürgermeister seit 1855 waren:
- 1855–1858 Johann Huemer
- 1858–1861 Johann Ritzberger
- 1861–1864 Michael Hamedinger
- 1864–1868 Josef Obermayer
- 1868–1872 Georg Heitzinger
- 1872–1876 Franz Münnichmayr
- 1876–1879 Peter Brückl
- 1879–1888 Franz Humer
- 1888–1891 Johann Aumayr
- 1891–1894 Johann Wimmer
- 1894–1897 Franz Humer
- 1897–1903 Martin Brummer
- 1903–1909 Mathias Ritzberger
- 1909–1919 Simon Hofer
- 1919–1938 Josef Haslmayr
- 1938–1939 Hans Hehenberger
- 1939–1945 Friedrich Angermayr
- 1945–1945 Ignaz Schuhmann
- 1945–1946 Johann Jungmayr
- 1946–1955 Stefan Achleitner
- 1955–1978  Leopold Kain (SPÖ)
- 1978–1988 Karl Malzner (SPÖ)
- 1988–1994 Josef Samhaber (SPÖ)
- 1994–2004 Gerhard Hintermayr (SPÖ)
- 2004–2005 Heinz Wögerer, Vizebürgermeister (SPÖ)
- 2005–2020 Gabriel Schuhmann (SPÖ)[20]
- seit 2020 Monika Weberberger-Rainer (SPÖ)

### Wappen
Blasonierung: Von Rot und Blau durch einen silbernen Wellenpfahl gespalten; überdeckt von einem silbernen Morgenstern und einer silbernen Hellebarde mit goldenen, schräggekreuzten Stielen. Die Gemeindefarben sind Rot-Weiß-Blau. Der durch einen Wellenbalken geteilte rot-blaue Schild ist das Geschlechterwappen der Aspan von Lichtenhaag, die über drei Jahrhunderte von 1323 bis 1639 im Besitz des Schlosses Hartheim waren.
Hellebarde und Morgenstern nehmen Bezug auf die erbitterte Schlacht im Emlinger Holz, in der am 9. November 1626 die obderennsischen Bauern von den bayerischen und kaiserlichen Truppen unter Gottfried Heinrich zu Pappenheim und Hans Christoph von Löbl vernichtend geschlagen wurden.

## Persönlichkeiten

### Söhne und Töchter der Gemeinde
- Michael Dannereder (1879–1929), österreichischer Politiker
- Stefan Plohberger (1898–1977), Geistlicher, Zisterzienser, Forstmeister und Gegner des Nationalsozialismus
- Ignaz Schuhmann (1909–1945), Widerstandskämpfer gegen den Nationalsozialismus, hingerichtet in Wien
- Hans Schmidhofer (1912–1945), Politiker (NSDAP)
- Gerald Igor Hauzenberger (* 1968), Filmregisseur

### Personen mit Bezug zur Gemeinde
- Leopold Hilgarth (1895–1945), Widerstandskämpfer gegen den Nationalsozialismus, hingerichtet in Wien
- Maria Hofstätter (* 1964), Schauspielerin, zwei aus Alkoven stammende Cousins ihres Vaters, Karl und Ignaz Schuhmann, wurden aufgrund ihres Widerstands gegen den Nationalsozialismus verfolgt[21]
- Friedrich von Ledebur (1900–1986), Filmschauspieler (u. a. Berüchtigt (1945), Moby Dick (1956), Die Brüder Karamasow (1958)) und Horse Master (u. a. Misfits – Nicht gesellschaftsfähig (1961), Der Untergang des Römischen Reiches (1964), Der Kurier der Kaiserin (1970–1971)), lebte in Alkoven[22]
- Birgit Gerstorfer (* 1963), österreichische Politikerin (SPÖ)